# Melanie Marquez
Mimilanie Laurel Marquez, thường được biết dưới tênMelanie, là một diễn viên, nhà sản xuất, nhà văn và người huấn luyện người mẫu đến từ Philippines. Cô là cựu hoa hậu và siêu mẫu, được nhớ tới nhiều nhất với danh hiệu Hoa hậu Quốc tế 1979.

## Tiểu sử
Melanie sinh ra và lớn lên tại Mabalacat, Pampanga. Cô thử vận may ở các cuộc thi sắc đẹp địa phương từ năm 15 tuổi và chiến thắng. Melanie đại diện Philippines tại cuộc thi Hoa hậu Quốc tế 1979 được tổ chức ở Tokyo, Nhật Bản và đăng quang ngôi vị hoa hậu. Sau đó, cô phát triển sự nghiệp người mẫu không chỉ tại quê nhà mà còn ở nhiều nơi khác trên thế giới như Châu Âu và Hoa Kỳ. Melanie cũng tham gia rất tích cực trong các lĩnh vực giải trí khác với tư cách diễn viên, người dẫn chương trình, nhà sản xuất phim.

## Các cuộc thi quốc tế
Ngoài vương miện Hoa hậu Quốc tế 1979, Melanie còn là người chiến thắng cuộc thi Gương mặt của thập niên 80 được tổ chức tại New York năm 1985. Năm 1986, cô là á hậu một trong cuộc thi Siêu mẫu quốc tế và được trao danh hiệu Người phụ nữ đẹp nhất ở Ý. Melanie một lần nữa tham gia vào cuộc thi Hoa hậu Quý bà Thế giới 2005, đại diện Philippines.

## Kinh nghiệp huấn luyện
Không chỉ là một người đẹp thành công trên trường quốc tế, Melanie còn đào tạo nên rất nhiều người đẹp nổi tiếng khác của Philippines như Ruffa Gutierrez - á hậu 2 Hoa hậu Thế giới 1993, Charlene Gonzales - top 6 Hoa hậu Hoàn vũ 1994, Miriam Quiambao - á hậu 1 Hoa hậu Hoàn vũ 1999. Cô còn là giám khảo, huấn luyện viên hay người dẫn chương trình ở nhiều cuộc thi sắc đẹp, người mẫu, tuyển chọn tài năng khác. Gần đây, Melanie mở một trường đào tạo người mẫu, diễn viên của riêng mình.

## Mức độ phổ biến
Trong một cuộc bình chọn vào năm 2000, Melanie đầu bầu là Hoa hậu Quốc tế đẹp nhất. Trong chương trình truyền hình Ang Pinaka (Sự lựa chọn tốt nhất), cô được xếp đầu tiên trong những người đẹp được ái mộ nhất trong lịch sử ngành giải trí Philippines.

## Học vấn
Melanie được Học viện quản lý và kinh tế quốc tế trao bằng tốt nghiệp ngành quản trị kinh doanh tháng 11 năm 2006. Cô cũng đã tham gia một khóa học thương mại tại trường đại học Warnborough, Vương quốc Anh.

## Cuộc sống riêng
Melanie hiện kết hôn với Adam Lawyer - một luật sư đồng thời là chủ trang trại người Australia. Cô vẫn giữ quan hệ với người con trai lớn nhất của mình là Lito Lapid - cựu ngôi sao phim hành động. Melanie có nhiều con từ các đời chồng trước đó.
 
Cô hiện là thành viên của The Church of Jesus Christ of Latter-day Saints, tham gia vào việc tổ chức lễ kỷ niệm của tổ chức này tại Philippines vào năm 2011.